# Ivan Michajlovič Dolgorukov
Principe Ivan Michajlovič Dolgorukov, in russo Иван Михайлович Долгоруков? (Mosca, 18 aprile 1764 – Mosca, 16 dicembre 1823), è stato un politico, poeta e drammaturgo russo.

## Biografia
Era il figlio di Michail Ivanovič Dolgorukov (1731-1794), figlio di Ivan Alekseevič Dolgorukov, e della sua seconda moglie, Anna Nikolaevna Stroganova (1731-1813), nipote di Grigorij Dmitrievič Stroganov. Ricevuto una buona educazione privata. Studiò presso l'Università Statale di Mosca.

## Carriera
Dopo aver completato gli studi, entrò come guardiamarina nel 1º Reggimento di fanteria (3 giugno 1780), e fu distaccato sotto il comando di Vasilij Michajlovič Dolgorukov, e nel 1782 trasferito alla stesso rango a San Pietroburgo, nel Reggimento Semënovskij. Dopo aver fatto parte della fanteria in Finlandia (1789-1790), si ritirò con il grado di brigadiere.
Servì come vicegovernatore del governatorato di Penza (1791-1796). Mentre serviva a Penza, era in corrispondenza con lo scrittore Timofej Prokof'evič Kirijak, che era il tutore della futura moglie del principe.
In seguito ricoprì la carica di governatore del governatorato di Vladimir (1802-1812).
Dopo il pensionamento, nel 1813, si trasferì a Mosca, dove si dedicò alla letteratura e al teatro.

## Matrimoni

### Primo matrimonio
Sposò, il 31 gennaio 1787, Evdokija Sergeevna Smirnova (24 dicembre 1770-12 maggio 1804), figlia di Sergej Michajlovič Smirnov. Ebbero dieci figli:
- Pavel Ivanovič (21 novembre 1787-8 febbraio 1845);
- Marija Ivanovna (19 febbraio 1789-20 novembre 1808), morì di tubercolosi;
- Michail Ivanovič (7 luglio 1791-15 agosto 1791);
- Aleksandr Ivanovič (7 giugno 1793-7 dicembre 1868);
- Varvara Ivanovna (11 agosto 1794-22 dicembre 1877), sposò Pëtr Aleksandrovič Novikov, madre di Evgenij Petrovič;
- Pëtr Ivanovič (10 febbraio 1796-13 marzo 1796);
- Dmitrij Michajlovič (10 agosto 1797-19 ottobre 1867);
- Raphael Ivanovič (10 agosto 1797-21 dicembre 1798), gemello;
- Natal'ja Ivanovna (18 giugno 1800-16 novembre 1819), morì di tubercolosi;
- Michail Ivanovič (19 maggio 1802-24 agosto 1826).

### Secondo matrimonio
Sposò, il 13 gennaio 1807, Agrafena Alekseevna Bezobrazov (16 giugno 1766-16 agosto 1848), figlia dell'ex governatore del Governatorato di Vladimir, Andrej Grigor'evič Bezobrazov e vedova di Aleksandr Povič Požarskij. Non ebbero figli.

## Morte
Morì il 16 dicembre 1823 e fu sepolto nel cimitero del Monastero di Donskoj.